# 青春 (漫画家)
青春（あおはる）は、日本の漫画家、同人作家。女性。代表作に『青春鉄道』がある。

## 人物
よく間違われるが正式な名前の読みは「せいしゅん」ではなく「あおはる」であり、英語表記も「awoharu」または「aoharu」である。本人はブログやTwitterなどで自らを「青い人」と呼ぶことがある。
もともとは同人誌を執筆するアマチュア作家として活動していたが、2009年6月23日に、同人誌からの選ばれた作品と書き下ろしの新作を収録した単行本第1巻、『青春鉄道』がメディアファクトリーから発売。『月刊コミックフラッパー』11月号より連載開始し、プロの漫画家としても活動するようになる。青春鉄道は現在も同人・商業の両方で出版されている。

## 商業作品

### コミックス
- 『青春鉄道』既刊20巻 （2024年6月現在）
- 『残念、ここは世界の裏側です。』全3巻
- 『永久機関シマエナガ－シマエナガとカラスさん－』 既刊4巻
  1. 『永久機関シマエナガ－シマエナガとカラスさん－』[5]（2021年2月8日、KADOKAWA、ISBN 978-4-04-680183-8）
  2. 『永久機関シマエナガ－シマエナガとカラスさん－ おかわり！』[6]（2023年2月8日、KADOKAWA、ISBN 978-4-04-682126-3）
  3. 『永久機関シマエナガ－シマエナガとカラスさん－ さんばいめっ！』（2024年3月8日、KADOKAWA、ISBN 978-4-04-683320-4）
  4. 『永久機関シマエナガ－シマエナガとカラスさん－ よんはいめっ！』（2025年2月7日、KADOKAWA、ISBN 978-4-04-684573-3）

### 画集
- 『青春画集〜青春鉄道キャラクターブック&イラスト集〜』[7]（2018年7月27日、KADOKAWA、ISBN 978-4-0406-9487-0）
- 『青春画集　青春鉄道キャラクターブック＆イラスト集 2023年増補版』[8]（2023年06月22日、KADOKAWA、ISBN 978-4-04-682617-6）

### ドラマCD
- 『青春鉄道』
  1. 『青春鉄道 ドラマCD』（2010年2月24日、メディアファクトリー）[9]
  2. 『青春鉄道 ドラマCD2 〜高速鉄道編〜』（2010年12月22日、メディアファクトリー）[10]
  3. 月刊コミックフラッパー2011年9月号付録[11]
  4. 月刊コミックジーン2011年9月号付録[12]

### 連載作品
- 『コミックウォーカー/ComicWalker for girls』掲載（2023年2月現在）
  - 『青春鉄道（株）』[1] - 月刊コミックジーンから移籍した際に改称。コミックスは改称前の「青春鉄道」のまま刊行されている。
- 『コミックブリッジon line/ComicWalker for girls』掲載（2023年2月現在）
  - 『荒木田先生のハッピーポートレート』[13]
  - 『シマエナガとカラスさん』[14]

### 連載終了
- 『月刊コミックジーン』掲載
  - 『残念、ここは世界の裏側です。』

### 作詞
- 「東上線ひとりぼっち 〜I’ve Been Working…〜」[15] - 『青春鉄道 ドラマCD』に収録[9]